# L'Île au trésor (film, 1920)
Pour les articles homonymes, voir L'Île au trésor (homonymie) et Treasure Island.
Pour plus de détails, voir Fiche technique et Distribution.

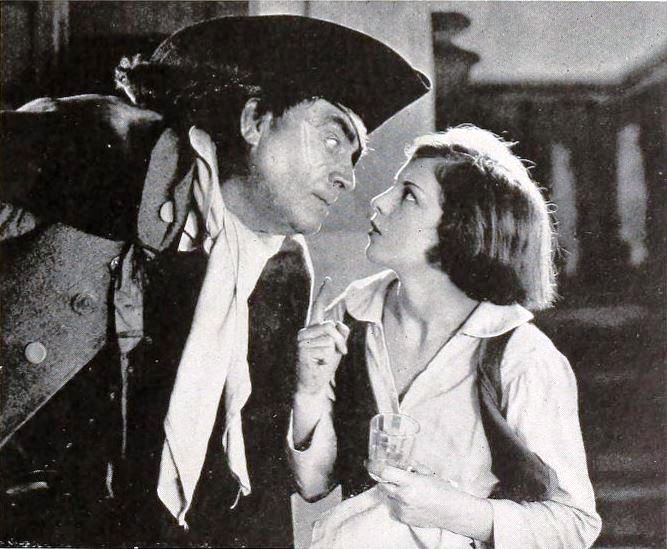
Shirley Mason et Lon Chaney

L'Île au trésor (Treasure Island) est un film muet américain de Maurice Tourneur, sorti en 1920, adapté du roman éponyme de Robert Louis Stevenson.

## Synopsis
Le jeune Jim Hawkins aide sa mère à gérer l'auberge "Amiral Benbow" sur la côte ouest de l'Angleterre. L'ancien pirate Billy Bones est tué à l'auberge par d'autres pirates à la recherche de la carte menant au trésor du Capitaine Flint. Jim trouve cette carte et la confie à des amis de sa mère, le docteur Livesey et Trelawney, un hobereau local, qui organisent une expédition pour trouver le trésor. Jim se glisse à bord du bateau armé par Livesey et Trelawney, dont l'équipage a été choisi en majorité par Long John Silver, un pirate unijambiste qui se fait passer pour le cuisinier du bord. Silver avait prévu une mutinerie, mais ses plans sont découverts par Jim qui en avertit Livesey et Trelawney. Ils arrivent à contenir les pirates jusqu'à ce qu'ils arrivent dans l'île, où ils trouvent refuge dans un abri en compagnie de la partie de l'équipage qui leur est resté loyal. Lors d'une bataille, la carte arrive dans les mains de Silver et de ses hommes, mais les pirates se trompent de route. Jim et ses amis trouvent le trésor grâce à l'aide de Ben Gunn, un pirate naufragé sur l'île. 

## Fiche technique
- Titre : L'Île au trésor
- Titre original : Treasure Island
- Réalisation : Maurice Tourneur, assisté de James Flood et d'Edmund Mortimer (non crédité)
- Scénario : Jules Furthman, d'après le roman de Stevenson.
- Direction artistique : Floyd Mueller, Ben Carré
- Photographie : René Guissart, John van den Broek
- Production : Maurice Tourneur
- Société de production : Maurice Tourneur Productions
- Société de distribution : Famous Players-Lasky Corporation
- Pays de production :  États-Unis
- Langue originale : anglais
- Format : noir et blanc — 35 mm — 1,37:1 — Muet
- Genre : Aventure
- Durée : 76 minutes
- Date de sortie :
  - États-Unis : 11 avril 1920
- Licence : domaine public

## Distribution
- Shirley Mason : Jim Hawkins
- Charles Ogle : Long John Silver
- Sydney Dean : Trelawney
- Charles Hill Mailes : Livesey
- Lon Chaney : Pew / Merry
- Josie Melville : Mme Hawkins
- Al Filson : Bill Bones
- Wilton Taylor : « Black Dog »
- Joseph Singleton : « Israel Hands »
- Bull Montana : Morgan
- Harry Holden : Capitaine Smollett